# Десант (вестник)
„Десант“ е български вестник, национален седмичник, излизащ всеки петък. Към 2024 година е интернет издание, в чийто архив се съхраняват и статиите, излизали в някогашния седмичник.
Вестникът има за цел да обедини около себе си мислещи хора – българи, които са наясно, че в тревожни дни на отчуждение и национално предателство е необходим десант – в сърцата, умовете и душите.
Главен редактор на „Десант“ е Севдалина Пенева.

## История
Първият брой на вестника излиза на 24 април 2009 година.